# (36608) 2000 QY143
2000 QY143 (asteroide 36608) é um asteroide da cintura principal. Possui uma excentricidade de 0.16884590 e uma inclinação de 2.03630º.
Este asteroide foi descoberto no dia 31 de agosto de 2000 por LINEAR em Socorro.